# WorkFlow (magazine)
WorkFlow est un magazine photographique trimestriel dédié à la chaîne de l'image numérique, post-production, etc.
Fondé en novembre 2012, c'est un magazine consacré exclusivement au flux de travail du photographe après la prise de vue. Dossiers, tutoriels, tests et témoignages en composent la ligne éditoriale.
Il est édité par Image Média SAS, Paris, et distribué en France et en Belgique.
Son rédacteur en chef est Vincent Trujillo.